# 저산대밭쥐
저산대밭쥐(Microtus montanus)는 밭쥐속에 속하는 설치류의 일종이다. 미국 서부와 캐나다에서 발견된다.

## 특징
저산대밭쥐는 중형 밭쥐로 꼬리 길이 2~7cm를 포함하여 전체 몸길이가 14~22cm이다. 성체는 보통 몸무게가 37~85g이고, 수컷이 암컷보다 약간 크지만 실제 몸무게는 나이와 지리적 위치, 아종에 따라 상당히 다양하다. 등 쪽은 짙은 갈색조의 털로 덮여 있고 개체마다 약간 차이가 난다. 털은 옆구리 쪽으로 연한 색을 띠고 배 쪽으로 갈수록 회색 또는 흰색으로 변한다. 꼬리도 짙은 갈색부터 거의 검은색까지 띠며 아랫면이 회색 또는 흰색을 띠는 등 같은 색의 변이를 보인다.
저산대밭쥐는 엉덩이, 항문 근처, 수컷 생식기에 냄새 분비선을 갖고 있다. 분비선은 테스토스테론에 따라 크기가 증가하고, 특히 어른 수컷이 크다. 최소한 분비선 중 일부는 종을 인식하는 데 기능할 수 있는 독특한 지방산 에스터를 만든다. 암컷은 가슴부터 사타구니까지 이어지는 4쌍의 젖꼭지를 갖고 있다.